# Li Ao (Politiker)

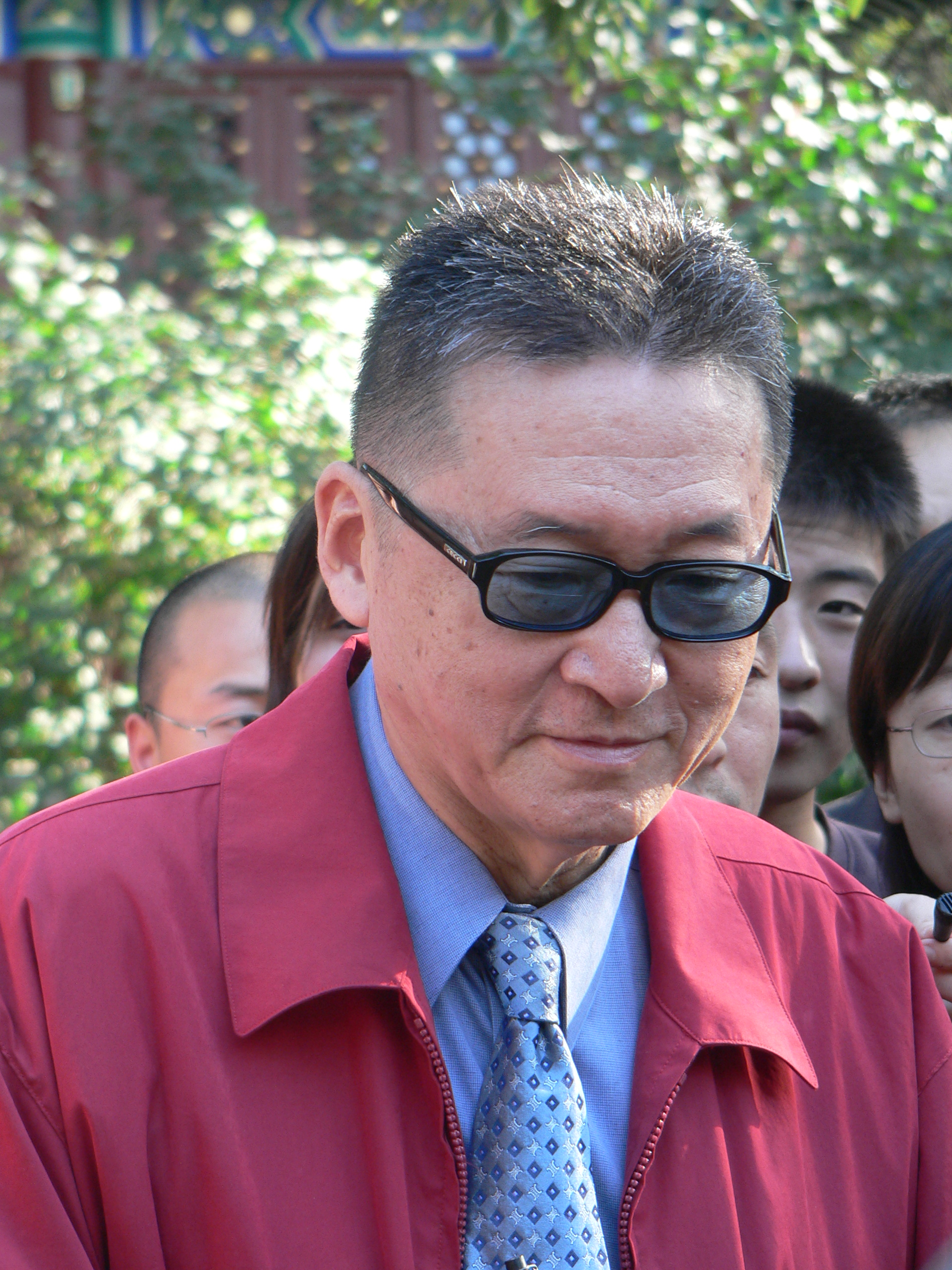
Li Ao (2005)

Li Ao (chinesisch 李敖, Pinyin Lǐ Áo; * 25. April 1935 in Harbin, Heilongjiang, damals Mandschukuo, heute Volksrepublik China; † 18. März 2018 in Taipei) war ein chinesischer Schriftsteller, Historiker und Politiker.

## Leben
Bis zu seinem 14. Lebensjahr wuchs er in Peking auf, 1949 wanderte seine Familie mit ihm nach Taiwan aus. Ab dem Jahr 1959 studierte er an der Nationaluniversität Taiwan (NTU) Geschichte und Rechtswissenschaft. Nach dem Studium diente er eineinhalb Jahre als Reserveoffizier und kehrte danach wieder an die Universität zurück. Er beendete kurze Zeit später seine universitäre Tätigkeit und erwarb sich danach einen Ruf als unabhängiger Schriftsteller, der die Verhältnisse im Bildungswesen und die politische Repression durch die Kuomintang-Regierung kritisch beleuchtete. Noch zu seinen Studienzeiten nahm er 1961 eine Einladung an, beim 1957 gegründeten Magazin Apollo (文星, Wen Hsing) mitzuwirken. Das Magazin war eine der bedeutendsten kulturellen Publikationen in der Nachkriegszeit in Taiwan. Wesentlich durch Li Ao angestoßen entwickelte sich eine Debatte um die Übernahme „westlicher Werte“ und die Liberalisierung der taiwanischen Gesellschaft. 1965 geriet das Magazin in Konflikt mit den Kuomintang-Autoritäten und musste sein Erscheinen einstellen.
Im Jahr 1971 wurde Li verhaftet, da er dem Oppositionellen Peng Ming-min bei seiner Flucht nach Japan unterstützt hatte, obwohl er Pengs politische Ziele, die auf eine Unabhängigkeit Taiwans zielten, strikt ablehnte. Li verbrachte anschließend fünf Jahre in Haft und erlangte weltweite Bekanntheit als politischer Gefangener. 1981 wurde er erneut inhaftiert, dieses Mal in Zusammenhang mit einer Auseinandersetzung mit dem Apollo-Gründer Hsiao Meng-neng, der ihm vorwarf, ihm anvertraute Geldmittel während der Zeit des Publikationsverbots von Apollo veruntreut zu haben.
Li Ao war ein äußerst produktiver Schriftsteller, der mehr als 100 Bücher veröffentlichte. Ein Großteil davon durfte während der Zeit der Kuomintang-Herrschaft nicht erscheinen. Er galt zu Lebzeiten als einer der bedeutendsten zeitgenössichen chinesischen Autoren.
Nach der Demokratisierung und Liberalisierung Taiwans in den 1990er Jahren geriet Li etwas ins Abseits. Während der Zeit der Kuomintang-Einparteienherrschaft war er eine herausragende Figur gewesen, die für freie Meinungsäußerung und Liberalisierung stand. Nachdem diese Ziele erreicht waren, nahm sein Bekanntheitsgrad ab. Er hielt weiterhin strikt am Ziel einer Wiedervereinigung Taiwans mit Festlandchina fest und ließ sich bei der Präsidentenwahl 2000 durch die nationalkonservative Xindang als Präsidentschaftskandidat aufstellen. Bei der Wahl erhielt er 0,13 Prozent der Stimmen. Sein striktes Festhalten am „Ein-China-Grundsatz“ brachte ihm auf der anderen Seite auch Lob vom chinesischen Festland ein.
Bei der Parlamentswahl 2004 wurde er als parteiloser Einzelkandidat in den Legislativ-Yuan gewählt. Am 23. Oktober 2006 versprühte er in einer Protestaktion Tränengas im taiwanischen Parlament, um gegen einen 16-Milliarden-US-Dollar-Waffenkauf zu protestieren.
Li war zweimal verheiratet, einmal 1980 für drei Monate mit der populären taiwanischen Filmschauspielerin Terry Hu und zum zweiten Mal 1992 mit einer drei Jahrzehnte jüngeren Lehrerin, mit der er einen Sohn und eine Tochter hatte. Eine weitere Tochter hatte er aus einer außerehelichen Beziehung.
Li Ao starb am 18. März 2018 in Taipeh an einem Hirntumor.